# Гранат-4
Гранат-4 — комплекс з безпілотними літальними апаратами виробництва російської компанії рос. Ижмаш - Беспилотные системы. До складу комплексу входять безпілотні літальні апарати «Рубеж-20» зі зльотною масою до 30 кг розробки компанії рос. АО «Аэрокон» (Жуковський, Росія).

## Конструкція
Безпілотний комплекс «Гранат-4» на основі БЛА «Рубеж-20» зі злітною масою до 30 кг розробки компанії АТ «Аерокон». Серійне виробництво налагоджене компанією «Ижевские беспилотные системы».
Безпілотний комплекс призначений для перевезення, літальний апарат літакового типу.
Комплекс призначений для моніторингу поверхні землі, різних об'єктів, магістралей, живої сили, техніки, в наближеному до реального масштабі часу та радіомоніторингу мереж стільникового зв'язку.
БЛА типу «Гранат» («Гранат-1/-2/-3/-4» з радіусом дії 10, 15, 25 та 100 км відповідно) входять до складу комплексу «Наводчик-2» дивізіонів ствольної артилерії та РСЗВ. Роботи за дослідно-конструкторською програмою «Наводчик-2» завершені в 2010 році.

## Тактико-технічні характеристики

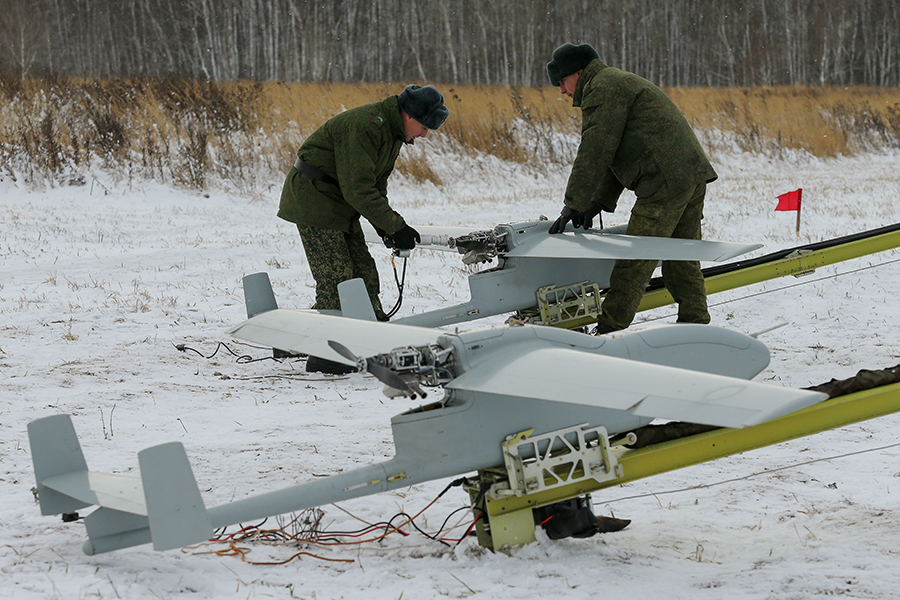
Підготовка фахівців у Межвидовому навчальному центрі безпілотних літальних апаратів, Росія, 2013 рік

- Радіус застосування (за умови прямого радіобачення): до 100 км
- Тип двигуна: двигун внутрішнього згоряння MVVS 80 IRS[1]
- Швидкість польоту: 90-140 км/год
- Максимальна висота польоту над рівнем моря: 4000 м
- Діапазон висоти польоту над поверхнею: від 300 до 2000 м
- Максимальна тривалість польоту: 6 годин
- Корисне навантаження:
  - тип: обладнання телевізійного, інфрачервоного, фото спостереження, радіоелектронної боротьби
  - вага: до 3 кг
- Розмах крил: 3,2 м
- Зльотна вага: 30 кг
- Час розгортання: не більше 15 хвилин
- Спосіб старту: з катапульти
- Спосіб посадки: автоматичний з парашутом
- Робочі температури: від -30 до +40 °C
- Обслуга: 4 чол.

## Бойове застосування

### Російсько-українська війна

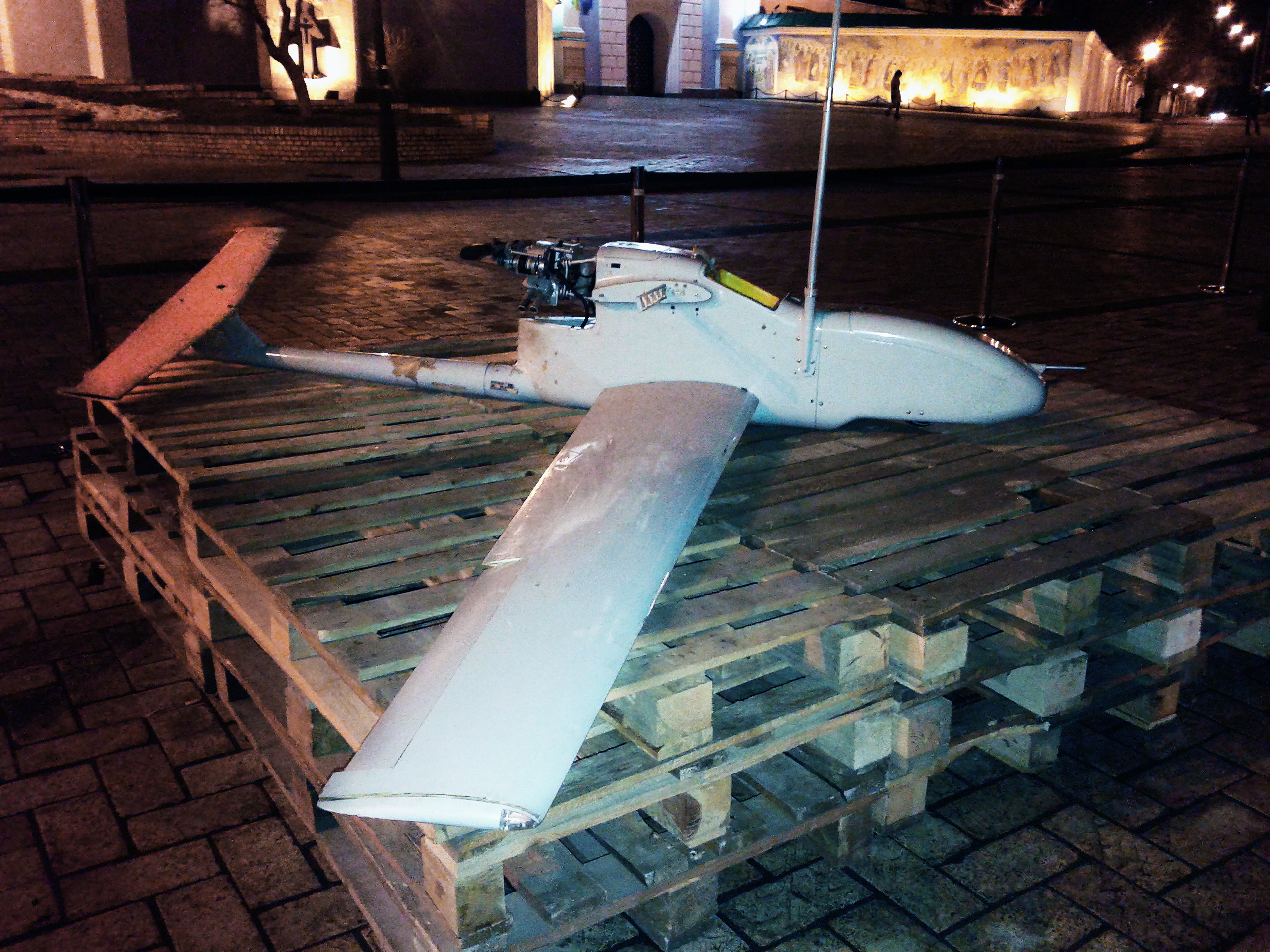
Експонат виставки «Присутність»: запущений поблизу населеного пункту Єлань (Тарасовський район Ростовської області) «Гранат-4» був збитий українськими військовими 27 листопада 2014 року неподалік міста Щастя.

Літальні апарати комплексу «Гранат-4» були на озброєнні російських окупаційних військ під час війни на сході України.
Так, наприклад, в листопаді 2014 року в районі міста Щастя українські військові збили російський БПЛА «Гранат-4». Пізніше, у 2015 році він був представлений у Києві як експонат на виставці «Присутність» з документальними доказами російської збройної агресії проти України.
Дані БПЛА були також помічені на озброєнні підрозділу рос. Волшебники Новороссии який діяв спільно з артилерійськими підрозділами російських терористів протягом 2014—2015 (щонайменше) років та імовірно брав участь в боях за Дебальцеве. Зокрема, в інтернеті була опублікована фотографія готового до старту літального апарата «Гранат-4» неподалік міста Стила, зроблена, імовірно, в червні 2015 року. На озброєнні цих підрозділів також був помічений пристрій ГЛОНАСС/GPS 14Ц822 Грот-М який може бути використаний для коригування вогню артилерії.
В січні 2019 року українськими військовими був захоплений інший БПЛА цієї серії — «Гранат-2». Проте це вже був не перший випадок застосування російськими бойовиками БПЛА цього типу на Донбасі: волонтери InformNapalm знаходили фотодокази з геолокацією на території Кузьмінського полігону М'ясниківського району Ростовської області, де у грудні 2014 року МО РФ проводило підготовку терористів та навчало їх працювати з БПЛА «Гранат-2» для ведення війни на Донбасі.

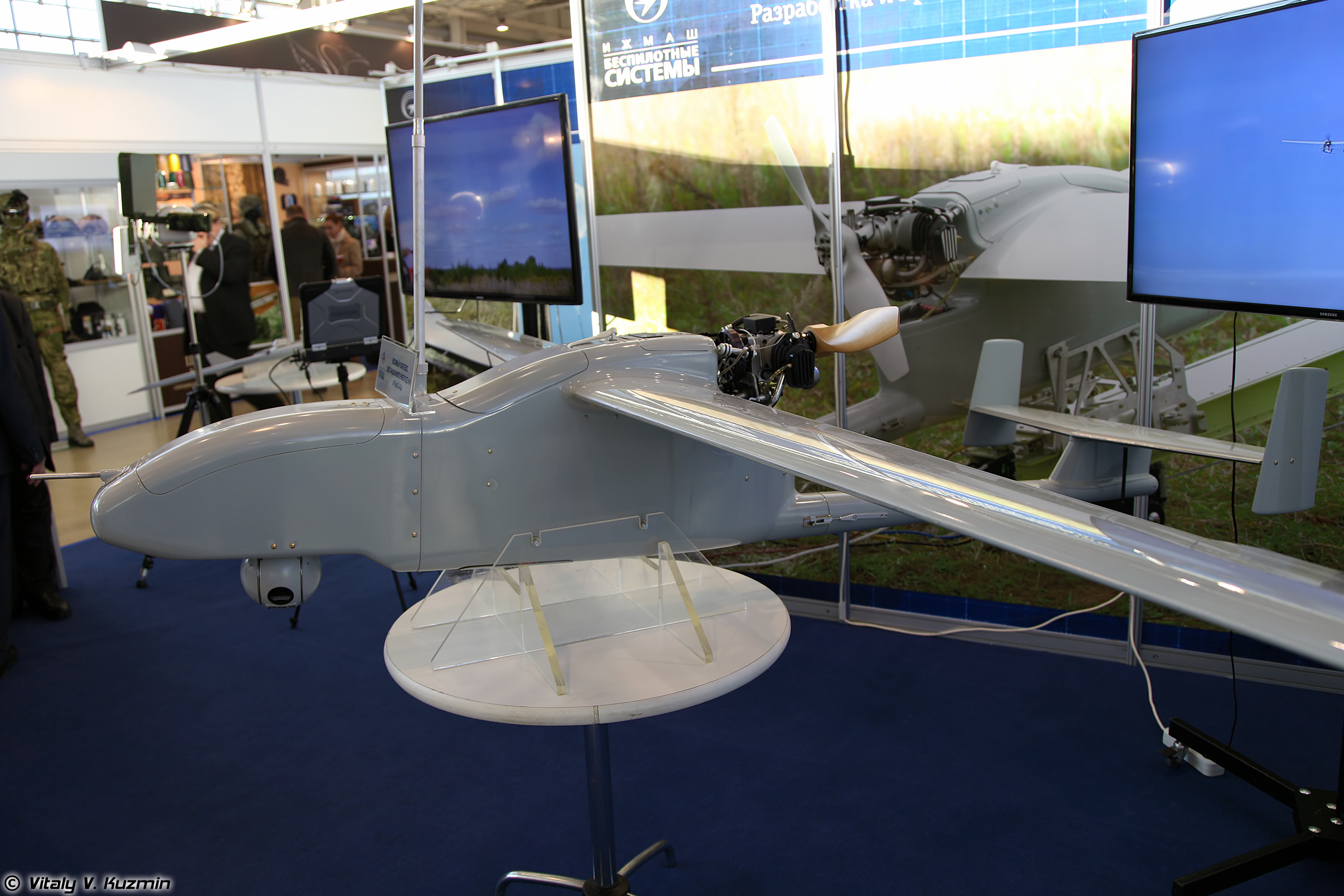
Гранат-4 на Interpolitex-2015

19 листопада 2020 року на окупованій частині Луганської області, за 12 км від лінії фронту, вперше за час бойових дій на Донбасі було виявлено новітній російський комплекс «Наводчик-2». Перші текстові матеріали (без фото) про фіксацію наземної станції управління комплексу «Наводчик-2» з'явилися у звіті СММ ОБСЄ № 272/2020 від 14 листопада 2020 року. Там йшлося, що за уточненими даними місії, зразок техніки, який вказали у звіті СММ ОБСЄ № 268/2020 від 10 листопада як «комплекс радіоелектронної боротьби РБ-341В „Леєр-3“, був пізніше, при детальнішому аналізі, ідентифікований як пункт управління БПЛА „Наводчик-2“».
23 травня 2022 року БПЛА «Гранат» був збитий українським ЗРК в районі Торецька.